# Теодеберт II
Теодеберт II (587 — после июля 612) — король франков в 596 — 612 годах из династии Меровингов. Правил в Австразии со столицей в Меце.
Имя Теодеберт переводится с франкского как «Блистающий среди народа».

## Биография

### Королевство Теодеберта
Теодеберт — старший сын Хильдеберта II от наложницы.
После смерти отца, согласно его завещанию, десятилетний Теодеберт II стал королём Астразии. Его младший брат девятилетний Теодорих II был провозглашён королём Бургундии. Регентшей, правившей от имени своих несовершеннолетних внуков, стала королева Брунгильда.
Однако, в отличие от прежних разделов, Австразия понесла ряд территориальных уступок в пользу Бургундии; она потеряла город Сент, герцогство Шампань и Тургау (между Ройсом и Боденским озером), а также часть Западного Прованса и Эльзас. Видимо, целью этого передела границ было создание двух королевств сравнимых размеров. Также возможно, что отторгнув некоторые провинции у Австразии, Брунгильда могла рассчитывать лишить беспокойную знать восточного королевства возможности наносить вред. Единый королевский двор Хильдеберта II был вновь разделён на два разных двора, бургундский и австразийский. Похоже, королева Брунгильда пыталась приуменьшить важность королевской резиденции, чтобы сохранить настоящие ключи от власти при себе. Действительно, нет никаких доказательств, чтобы королева часто проживала у внуков. Скорей она предпочитала район Отёна и Осера, то есть пограничные земли, позволявшие следить за обоими королевствами.

### Теодеберт совместно с братом ведёт войну с Хлотарем
В 596 году, как и в каждом случае, когда во франкском мире неожиданно открывалось королевское наследство, начался период неопределённости, время, когда каждый магнат решал, кому будет верен, и каждый город определял, кого считает господином. Королева Нейстрии Фредегонда сочла этот момент подходящим для попытки воссоздать великую Нейстрию времён Хильперика I. Она предприняла наступление на Париж, и рядом с матерью был двенадцатилетний Хлотарь II, впервые командовавший войсками. Он сумел захватить часть Иль-де-Франса, в основном благодаря изменам на местах, а потом повернул на Австразию. В местечке под названием Лаффо, около Суассона, нейстрийцы в кровопролитном сражении одержали победу над армиями Теодеберта II и Теодориха II, но не имевшую большого значения. Наступление 596 года представляло собой дерзкую вылазку в традициях Хильперика, то есть конъюнктурную операцию, внешне удачную, но не позволявшую развить успех. К тому же нейстрийцы были вынуждены убедиться, что коалиция Австразии и Бургундии не распалась со смертью Хильдеберта II и его сыновья сообща выступили для отражения угрозы завоевания.
Можно понять, почему Брунгильда сразу же не попыталась отомстить за набег нейстрийцев на Париж. В это время она прежде всего оберегала интересы внуков, а для этого ей пока что надо было эффективно контролировать бургундскую и австразийские территории. Так, три года Брунгильда занималась назначением верных чиновников, убирая потенциальных изменников. Как всегда, надо было присматривать за периферийными княжествами. Лангобарды, авары и славяне всё ещё оставались опасными соседями, так что оголять границы было нельзя. Кроме того, в Провансе в 599 году снова вспыхнула чума. Двигать армии во время эпидемии было неразумно.
Только в 600 году Брунгильда почувствовала себя достаточно уверенной в своих силах, чтобы возобновить враждебные действия против Нейстрии. Она направила австразийские и бургундские армии на Париж. В свою очередь, навстречу им повёл войска Хлотарь II. Сражение произошло на берегах реки Орвенны, около Дормеля (близ Монтро, нанешний департамент Сена и Марна). Здесь вся армия Хлотаря была перебита, при этом погибло так много народа, что тела запрудили реку и из-за застывшей крови не могла течь вода. Хлотарь бежал вместе с остатками своей армии сначала в Мелён, а затем и далее в Париж. Затем Теодеберт и Теодорих опустошили города и местечки вдоль Сены и вновь обратились против Хлотаря. Города были разрушены до основания, и в них армия Теодеберта и Теодориха взяла много пленных и богатую добычу. У разбитого Хлотаря не оставалось другого выбора, как только согласиться на условия, по которым Теодорих взял себе всю страну между Сеной и Луарой до моря и бретонской границы, а Теодеберт — всё «герцогство Дентелен», то есть район, ограниченный Уазой, Каншем, Ла-Маншем и Форе Шарбоньером. Хлотарю осталось всего 12 графств, находящихся по преимуществу в низовьях Сены.
Брунгильда, раздавив нейстрийскую армию при Дормеле и низведя королевство Хлотаря до крохотного участка земли, не стала дальше преследовать нейстрийского короля. Для этого у неё были свои причины. Действительно, в представлении магнатов Австразии и Бургундии уния между этими двумя королевствами была оправдана только существованием независимой и враждебной Нейстрии, от которой надо было защищаться. Устранение сына Фредегонды с политической сцены было бы чревато междоусобной войной. Старое соперничество между двумя ветвями меровингской династии несомненно мало значило по сравнению с теми озлоблением и непониманием, какие в отношении к королеве испытывали её аристократы. Так, на рубеже 600 года герцог Витрион Шампанский и бывший патриций Прованса Эгила поплатились жизнью за реальные или мнимые заговоры.

### Поход против васконов
Междоусобные войны VI века в Королевстве вестготов и Франкском королевстве позволили васконам, которых ныне называют басками, расширить свои территории на обе предгорных области Пиренеев. В последней четверти VI века с юга их начали теснить вестготский король Леовигильд, а затем и его сын Реккаред I. Васконы перенесли центр своей активности на территорию Франкского государства и полностью подчинили себе долины рек Адур и Гаронна. С целью прекратить их грабительские набеги, в 602 году Теодорих и Теодеберт послали войско против васконов, разбили их, привели под свою власть и заставили платить дань. Для управления этой территорией они образовали герцогство Васкония, управлять которым был поставлен франкский герцог Гениал (Жениал).

### Разрыв между Бургундией и Австразией
События 602—604 годов были последними, которые были отмечены единой волей, определяющей политику королей Австразии и Бургундии. Потом пути обоих королевств разошлись. В 601 году Теодеберту исполнилось пятнадцать лет — возраст, в котором короли Меровингской династии признавались совершеннолетними. Возможно, Теодеберт, видимо, под давлением австразийской знати, не желавшей усиления в своём королевстве властной Брунгильды, перестал подчиняться бабке. Кроме того, совершеннолетие почти совпадало с половой зрелостью. Поэтому регентша могла опасаться появления молодой королевы, которая не упустит возможности влияния на супруга. В своё время Брунгильде удалось разрешить эту проблему, женив своего сына Хильдеберта II на безвестной Файлевбе; та проявила безупречную верность по отношению к свекрови и никогда не пыталась её оттеснить. Теперь Брунгильда попыталась использовать тот же приём, купив рабыню неизвестного происхождения Билихильду и сделав её супругой Теодеберта. Но Билихильда оказалась не столь податливой, как Файлевба: она проявила независимость и в довершение всего сблизилась с местной аристократией.

«Теодеберт взял в жены Билихильду, которую Брунгильда ранее купила у работорговцев. Билихильда была возвышенной женщиной, она с достоинством мирилась с простоватостью Теодеберта. Она не только не считала себя никоим образом не ниже Брунгильды, но часто посылала ей презрительные послания. Брунгильда, со своей стороны, попрекала её тем, что она раньше была рабыней. Наконец, когда они вконец раздражили друг друга посланиями и разговорами такого рода, то между ними была устроена встреча на границе между областями Колруа и Сентож, в надежде, что эти две королевы как-нибудь сумеют договориться о мире между Теодорихом и Теодебертом; но советам австразийки Билихильды никто не стал следовать».— 
Совершеннолетие королей, нажим со стороны местных аристократий и растущая роль Билихильды, молодой супруги Теодеберта II, привели к тому, что десятилетнее единство исчезло. Когда — неизвестно, но контроль над Австразией Брунгильда утратила. Фредегар предлагает назидательную версию этого эпизода, отнеся его к 599 году:

«В этом году автразийцы изгнали Брунгильду. Некий бедный человек нашёл её одну, заблудившуюся, около Арси в Шампани и отвёл её по её просьбе к Теодориху, который устроил своей бабке торжественную встречу и обращался с ней с почётом. Брунгильда за эту услугу сделала этого бедного человека епископом Осера».— 
В этом рассказе всё нелепо. Дата неправдоподобна, поскольку письма папы Григория Великого показывают, что в 601 году Брунгильда ещё была хозяйкой обоих королевств. Образ старой королевы, бедной и скитающейся, вероятно, очень романтичен, но абсурден: известно, что Брунгильда сохранила свою казну и личное имущество, в том числе земли, которыми владела в Австразии. Что касается образа честного крестьянина, вознаграждённого за добрый поступок епископским саном, — такое едва ли возможно. Человек, упомянутый в этой побасёнке Фредегара, — на самом деле Дезидерий Осерский, о котором известно, что он был блестящим аристократом из Каора. Поскольку этот город принадлежал лично королеве, Дезидерий, несомненно, был клиентом Брунгильды. Наделение же его чертами выходца из низов, вероятно, было лишь неуклюжей попыткой очернить его память.
Коль скоро этот рассказ хрониста надо отвергнуть, придётся признать, что о настоящих причинах разрыва между Австразией и Бургундией мало что известно. Датировать это событие можно на основе набора писем, отправленных Григорием Великим в Галлию в ноябре 602 года. В самом деле, папа писал Брунгильде так, как будто она всё ещё правила от имени обоих внуков, но странным образом забыл адресовать хоть слово Теодеберту II, притом что похвалил Теодориха II за почтительность, которую тот сохранил по отношению к бабке. В конце 602 года Рим знал, что королева сосредоточилась на Бургундии, даже если разрыв с Австразией официально ещё не произошёл. Первые напряжения стали ощущаться только в 604 году, и то объяснить их трудно. Тогда Теодеберт, видимо, под давлением австразийской знати, отказался оказать вооружённую помощь Теодориху, которому непосредственно угрожал поход, предпринятый в самом конце 604 года Хлотарём на земли, приобретённые в результате битвы при Дормеле. Теодеберт заключил в Компьене мир с Хлотарем, и их две армии разошлись по домам без дальнейших потерь.
В этих условиях Брунгильда впервые начала опасаться, как бы земли, которыми она владела в Австразии, не были конфискованы внуком. Ясней понять ситуацию можно по грамоте Теодеберта II. Оттуда можно узнать, что Брунгильда, составляя завещание, отказала базилике святого Медарда в Суассоне виллу Морсен — землю, расположенную в Суассонской области. Местный епископ Ансерих запросил подтверждение дарственной у короля Теодеберта II, и тот дал благосклонный ответ, издав грамоту в пользу церкви святого Медарда.
Это был удивительно хитрый ход Брунгильды. Коль скоро король Австразии утверждал, что покровительствует церкви, он не мог возражать против благочестивого дара, тем более что уступка производилась в пользу церкви святого Медарда, династической усыпальницы, где покоились Хлотарь I и Сигиберт I. Но поскольку уступка вступала в силу только после кончины завещательницы, Брунгильда должна была по-прежнему, всю жизнь, получать доходы с виллы Морсен; добившись, чтобы завещание было подтверждено королевской грамотой, она могла быть уверенной, что уже никто не лишит её этих средств.
В тот же период королева произвела и сложные земельные обмены в области Сента. Она лично передала церкви Оксера в собственность виллу под названием Сивириак и всех рабов, трудящихся на этой вилле. Подобные же сделки имели место в районе Реймса, где королева обменялась владениями с епископом Соннатием.
Однако, меняя свои виллы на земли, расположенные за пределами доступности Теодеберта, Брунгильда просто принимала меры предосторожности. Изымание некоторых владений, завидных для австразийского дворца, не было по-настоящему враждебным жестом.

### Война между братьями
Всё изменилось, когда в 610 году королева Австразии Билихильда внезапно умерла — согласно Фредегару её убил Теодеберт, — и на смену ей пришла некая Теодехильда. Билихильда, бывшая рабыня Брунгильды, никак не выказывала верности госпоже, но, по крайней мере, предпочитала, чтобы между Австразией и Бургундией сохранялся мир. Её смерть позволила свободней действовать лицам, куда более агрессивным и склонным к регионизму. Их главный замысел заключался в том, чтобы восстановить великую Автразию, существовавшую до воссоединения в 592 году. Это означало потребовать от Теодориха II вернуть Шампань, Алеманию и Эльзас. Чтобы заставить короля Бургундии уступить территории, австразийцы попытались втянуть в распрю Нейстрию. Для этого он направил к Хлотарю II послов. Теодорих II, отреагировав на это, послал к двоюродному дяде собственных дипломатов, тем больше надеясь на успех, что несколько лет назад он сблизился с Нейстрией. Хлотаря II осаждали просьбами оба посольства, однако он предпочёл не вступать в союз ни с кем и заявил о нейтралитете. Для Бургундии это была тяжёлая политическая неудача.
Не опасаясь более Нейстрии, австразийцы почувствовали себя достаточно сильными, чтобы перейти в наступление. В начале 610 года они вторглись в Эльзас и произвели военную оккупацию, хотя он достался Теодориху вполне законно, по наследству от отца Хильдеберта. Теодорих счёл, что восстановить согласие можно, созвав общее собрание, обоих королевств. Встреча обоих королей и их аристократов была назначена в крепости Сельц, в современном департаменте Нижний Рейн. Теодорих II направился туда с магнатами и вооружённой свитой небольшой численности (хотя Фредегар говорит, что его сопровождало 20 тысяч воинов). Прибыв на место, он был неприятно удивлён, обнаружив перед собой всю австразийскую армию, которая пригрозила напасть на него, если он не сделает территориальных уступок. Теодорих был окружен со всех сторон и не видел никакого другого выхода, как только отдать Эльзас Теодеберту по письменному договору. Одновременно он также потерял Сентож (район к югу от Туля), Тургау (между рекой Реусс и озером Констанц) и Кампанию (часть Шампани к югу от Труа), которые были предметами частых споров. После этого оба короля разошлись по домам.
Алеманния по собственной воле перешла на сторону австразийцев. Войска, происходившие из этого региона, немедленно совершили набег на заюрские земли, демонстрируя, что они отнюдь не хранят верность Бургундии.

«В это же время произошло вторжение алеманнов, которые опустошили район Аванша к востоку от Юры. Аббелин и Герпин, вместе с другими графами этой местности, во главе своих армий перехватили их. Оба войска встретились друг с другом, и в Вангене произошла битва, и аллеманы оказались победителями и убили большое число трансюранцев, сожгли земли на большой площади вокруг Аванша и повернули назад с множеством пленников и рабов. Они вернулись домой, нагруженные добычей».— 

### Теодеберт терпит поражение от брата и лишается престола
В мае 612 года армия Теодориха, собранная со всех провинций его королевства, собралась в Лангре. Пройдя через Анделот, она взяла Наис (Наис-сюр-Орнейм) и двинулась к городу Тулю, который был также взят. Сюда явился Теодеберт вместе с австразийской армией, и в открытом поле перед Тулем произошла битва. Теодорих одержал победу и по частям уничтожил войско Теодеберта; в этой битве пало много храбрых воинов. Сам Теодеберт бежал. Теодорих и его воины прошли через Арденнский лес и в июле 612 года подошли к Тольбиаку (совр. Цюльпих), куда явился и Теодеберт вместе со всеми саксами, тюрингами и другими народами из-за Рейна или из других мест, откуда только он мог их набрать. И там они сразились. Как говорит Фредегар, что с незапамятных времен никогда не было подобной битвы ни у франков, ни у других народов. Резня с обеих сторон была такова, что в передних рядах не было места, куда бы убитые могли бы упасть. Они стояли прямо в своём строю, тело поддерживало тело, как будто они ещё были живы. Теодорих опять разбил Теодеберта и убивал его воинов на всём пути от Цюльпиха до Кёльна. Вся страна была усеяна их телами. В этот же день он подошел к Кёльну и захватил всю казну Теодеберта. По словам Фредегара, Теодорих послал своего канцлера, Бертхара, в погоню за Теодобертом, который с горстью своих сторонников пытался спастись бегством. Теодеберт был настигнут Бертхаром, взят в плен и доставлен к Теодориху в Кёльн, где он был лишен своей королевской одежды и сана (ему была выстрижена тонзура). Его лошадь и королевская сбруя были отданы Теодорихом Бертхару, а сам Теодеберт был послан в оковах в Шалон. Его малолетний сын Меровей был схвачен по приказу Теодориха; воин схватил его за пятки и, бросив на камень, вышиб ему мозги. Дальнейшие обстоятельства жизни Теодеберта II Фредегаром не освещаются, но некоторые сведения можно почерпнуть у Ионы из Боббио, написавшего «Житие святого Колумбана и его учеников»:

«В это время разгорелась распря между Теодорихом и Теодебертом, и каждый из них был готов уничтожить своего брата, ибо оба преисполнились гордыни из-за могущества своих народов. И вот Колумбан отправился к Теодеберту и потребовал, чтобы он, презрев высокомерие, сделался клириком, вступил в лоно Церкви, покорился святой вере, дабы вместе с потерей [земного] королевства не лишиться и вечной жизни. Король и его приближенные лишь рассмеялись и ответили, что ещё никто не слышал о том, чтобы отпрыск рода Меровингов, возведенный на трон, добровольно ушёл в монастырь. Гнушаясь ими всеми, блаженный Колумбан сказал: „Если ты по доброй воле не хочешь приобщиться к священническому сану, вскоре подневольно станешь клириком“. Сказав это, человек Божий удалился в келью, и вскоре его пророческие слова сбылись. …Теодеберт, преследуемый Теодорихом, попал в плен из-за предательства своих [людей] и был отправлен к бабке Брунгильде. Когда он прибыл к ней, Брунгильда, державшаяся стороны Теодориха, в гневе приказала сделать Теодеберта клириком, а несколько дней спустя после того, как совершилось пострижение, велела его казнить».— 
То есть Иона из Боббио обвиняет Брунгильду в убийстве внука, но его рассказ выглядит несвязным. Непонятно, зачем было сохранять Теодеберту жизнь в Кёльне и в Шалоне, чтобы убить его через несколько недель безо всякой огласки? «Книга истории франков» рисует несколько иную картину гибели Теодеберта: 

«Когда Теодорих пожёг и разграбил всю страну рипуариев; население добровольно подчинилось ему, прося: „Пощади нас и страну нашу, господин и король, ведь мы уже принадлежим тебе, не истребляй же долее наш народ!“. Он же сказал: „Если вы хотите чтобы вас пощадил, приведите мне Теодеберта живого или мертвого или принесите его отрубленную голову“. Тогда пошли они в тот город, что-то наврали Теодеберту и объявили: „Вот предложение твоего брата: отдай ему обратно сокровища твоего отца, что ты хранишь, он отведёт свои войска“. Поверив в эту ложь, которую они ему рассказали, он вступил в сокровищницу своего дворца. Когда же он открыл сундуки с сокровищами, один из них обнажил меч, вонзил его сзади в затылок Теодеберту, и они взяли его голову и принесли её на стены Кёльна».— 
Таким образом, судьба Теодеберта II остаётся загадочной.

### Семья
- 1-я жена: (с 608 года) Билихильда[13]
  - Хлотарь
  - Меровей — (ум. в 612 году) убит по приказу дяди Теодориха II[21][23].
  - Теодехильда
  - Регинтруда
  - Эмма — выдана замуж за короля Кента Эдбальда
- 2-я жена: (с 609 года) Теодехильда